# Adapoides
Adapoides — рід адапіформних приматів, що належать до середнього еоцену в Азії. Він представлений одним видом Adapoides troglodytes.